# Tiszabura
Tiszabura is een plaats (község) en gemeente in het Hongaarse comitaat Jász-Nagykun-Szolnok. Tiszabura telt 2775 inwoners (2002).